# Lâm Thuật
Lâm Thuật (tiếng Trung: 临沭县, Hán Việt: Lâm Thuật huyện) là một huyện thuộc địa cấp thị Lâm Nghi, tỉnh Sơn Đông, Cộng hòa Nhân dân Trung Hoa. Huyện này có diện tích 1038 km2, dân số 600.000 triệu (2001). Huyện Lâm Thuật nằm cách trung tâm thành phố Lâm Nghi 40 km về phía đông nam, bên bờ đông của Thuật Hà.